# Barry Kelly
Barry Kelly (24 settembre 1954) è un ex canoista australiano.

## Palmarès

### Olimpiadi
- 1 medaglia:
  - 1 bronzo (Los Angeles 1984 nel K-2 1000 m)